# ديف هاويت
ديف هاويت (بالإنجليزية: Dave Howitt)‏ هو مدرب كرة قدم ولاعب كرة قدم بريطاني في مركز ظهير ‏، ولد في 4 أغسطس 1952 في برمنغهام في المملكة المتحدة. لعب مع برمنغهام سيتي ونادي ألدرشوت ونادي بوري ونادي ووركينغتون.